# Приютненское сельское муниципальное образование
Прию́тненское се́льское муниципа́льное образова́ние — сельское поселение в Приютненском районе Калмыкии. Объединяет 4 населенных пункта — село Приютное, посёлки Доценг и Карантин, хутор Левый Остров. Административный центр — село Приютное.

## География
Территория СМО представляет собой переходную область от Южных Ергеней к Кумо-Манычской впадине. 
Приютненское СМО граничит:
- на юге - с Апанасенковским районом Ставропольского края;
- на западе - с Октябрьским СМО;
- на севере - с Ремонтненским районом Ростовской области;
- на северо-востоке - с Воробьёвским СМО;
- на востоке - с Нартинским СМО.

Гидрография
Большинство водоёмов на территории СМО приурочено к Кумо-Манычской впадине: озёра Воробьёво, Крутянское, Грузское, Голый Лиман и др.. Крупнейший водоём на территории СМО - озеро Маныч-Гудило (служит южной границей СМО). Основные реки Маныч и Наин-Шара.

## Население
| 2002  | 2010  | 2011  | 2012  | 2013  | 2014  | 2015  |
| ----- | ----- | ----- | ----- | ----- | ----- | ----- |
| 5984  | ↗6163 | ↘6142 | ↘6134 | ↘6047 | ↘6001 | ↘5873 |
| 2016  | 2017  | 2018  | 2019  | 2020  | 2021  |       |
| ↘5844 | ↘5723 | ↘5657 | ↘5541 | ↘5387 | ↘5304 |       |

Население СМО распределено неравномерно. Большая часть (96,7 %) сконцентрирована в одном населённом пункте - селе Приютное.

### Национальный состав
По данным Всероссийской переписи населения 2010 года:
| Национальность | Численность (чел.) | Процентное соотношение |
| -------------- | ------------------ | ---------------------- |
| Русские        | 4 587              | 74,43%                 |
| Калмыки        | 859                | 13,94%                 |
| Чеченцы        | 133                | 2,15%                  |
| Армяне         | 49                 | 0,79%                  |
| Украинцы       | 39                 | 0,63%                  |
| Другие         | 496                | 8,04%                  |
| Всего          | 6 163              | 100,00%                |

## Состав сельского поселения
| № | Населённый пункт | Тип населённого пункта          | Население |
| - | ---------------- | ------------------------------- | --------- |
| 1 | Доценг           | посёлок                         | ↘29       |
| 2 | Карантин         | посёлок                         | ↘100      |
| 3 | Левый Остров     | хутор                           | ↘27       |
| 4 | Приютное         | посёлок, административный центр | ↘5182     |